# NBCUniversal

NBCUniversal

NBCUniversal Media, LLC là một tập đoàn giải trí và truyền thông đại chúng của Mỹ thuộc sở hữu của Comcast và có trụ sở chính tại 30 Rockefeller Plaza ở Midtown Manhattan, Thành phố New York, Hoa Kỳ.
NBCUniversal chủ yếu tham gia vào lĩnh vực truyền thông và giải trí. Công ty được đặt tên theo hai bộ phận quan trọng nhất của nó, National Broadcasting Company (NBC) – một trong những mạng lưới truyền hình Big Three của Hoa Kỳ – và hãng phim lớn của Hollywood Universal Pictures. Nó cũng có sự hiện diện đáng kể trong việc phát sóng thông qua một danh mục các tài sản trong nước và quốc tế, bao gồm USA Network, Syfy, Bravo, Telemundo, Universal Kids và dịch vụ phát trực tuyến Peacock. Thông qua bộ phận Universal Parks & Resorts, NBCUniversal cũng là nhà điều hành các công viên giải trí lớn thứ ba trên thế giới.
NBCUniversal được thành lập vào ngày 2 tháng 8 năm 2004, với việc sáp nhập của NBC thuộc General Electric với công ty phim và truyền hình con Vivendi Universal Entertainment thuộc Vivendi Universal, sau khi GE đã mua lại 80% của công ty con, cho Vivendi 20% cổ phần của công ty mới. Năm 2011, Comcast giành được 51% cổ phần và do đó quyền kiểm soát NBCUniversal mới được cải tổ, bằng cách mua cổ phần từ GE, trong khi GE mua lại công ty Vivendi. Kể từ năm 2013, công ty thuộc sở hữu hoàn toàn của Comcast, khi công ty này mua lại cổ phần sở hữu của GE.